# Davor Rogić
Davor Rogić (27. srpnja 1971.), hrvatski šahist, velemajstor
Na hrvatskoj je nacionalnoj ljestvici od 1. ožujka 2012. godine deveti po rezultatima, s 2518 bodova.
Po statistikama FIDE sa službenih internetskih stranica od 12. travnja 2012., 263. je igrač na ljestvici aktivnih šahista u Europi a 333. na svijetu.
Naslov međunarodnog majstora nosi od 1994. godine.
2006. je godine stekao velemajstorski naslov.
Pojedinačni prvak Hrvatske 1993. godine.